# Cahiers pour une morale
Cahiers pour une morale est un essai philosophique de Jean-Paul Sartre publié en 1983. Sartre dans cet ouvrage se pose la question d'une « morale concrète ». Ce livre regroupe une juxtaposition de citations et jugements qu'il porte sur la philosophie, l'histoire, le mysticisme.

## Contexte
En 1943, dans la conclusion de L'Être et le Néant, Sartre annonçait qu'il consacrerait un prochain ouvrage au problème moral. Cet ouvrage ne verra jamais le jour. Seules restent des notes prises en 1947 et 1948, qui seront publiées en 1983 par Arlette Elkaïm-Sartre sous le titre de Cahiers pour une morale. 

## Thèmes abordés
Le travail, la peinture, la beauté, la réflexion, la responsabilité, l'humanité, les essences, la violence, l'idée sont abordés sous le point de vue des relations humaines. Le thème principal restant en filigrane la constitution d'une  morale individuelle, authentique.